# Каналопатія
Каналопатії — захворювання людини і тварин, пов'язані з наявністю порушень у структурі та функції білків іонних каналів. Каналопатії бувають спадковими (коли відбувається мутація в гені іонного каналу) і набуті. Каналопатіями є такі деякі здавна відомі захворювання, як муковісцидоз, серцеві аритмії, деякі форми епілепсії.

## Класифікація за родинами каналів

### Потенціалкеровані натрієві канали
Мутації генів потенціалкерованих натрієвих каналів пов'язують з близько 20 спадкових захворювань. Різні форми міотонії та періодичного паралічу пов'язані з мутаціями у гені SCN4A. Мутації у гені SCN5A призводять до серцевих аритмій типу LQT, фібриляції шлуночків, синдрому Бругада, синдрому раптової безпричинної смерті тощо. Мутації у генах SCN1A і SCN2A пов'язують з різними типами спадкової епілепсії: GEFS+ та синдром Драве. Мутації у гені SCN9A призводять до еритромелалгії.

### Потенціалкеровані кальцієві канали
Мутації в генах потенціалкерованих кальцієвих каналів пов'язані з такими захворюваннями як родинна геміплегічна мігрень, епізодична атаксія, спадкова стаціонарна нічна сліпота, гіпокалемічний періодичний параліч. Автоімунне походження має міастеничний синдром Ламберта-Ітона, при якому вражаються білки Cav2.1 (P/Q типу).
Мутація в гені CACNA1C призводить до розвитку рідкісного синдрому Тимоті.

### Калієві канали
У ссавців (в тому числі в людини) наявна велика кількість калієвих каналів, тому порушення в їх роботі виникають досить часто. Мутації в генах допоміжних субодиниць АТФ-залежних калієвих каналів призводять до діабету, подібний результат може настати в результаті фармакологічного впливу на ці канали.
Мутації або фармакологічний вплив на серцевий калієвий канал HERG призводять до аритмій, синдрому Бругада чи до синдрому раптової смерті.

### Хлорні канали
Мутації в хлорних каналах призводять до міотонії, синдрому Бартера, хвороби Дента, остеопетрозу.
Мутації у кальцій-залежних хлорних каналах пов'язані з хворобою Беста.

### TRP-канали
Мутації у каналі TRPP2 призводять до автосомно-домінантного полікістозу нирок. Генетичні зміни в каналі TRPM6 ведуть до розвитку гіпомагнеземії зі вторинною гіпокальцемією. Порушення гену TRPML призводять до сіалоліпідозу

## Класифікація за системою органів

### Нейрологічні каналопатії
Зниження кількості альфа- і бета-субодиниць нікотинового ацетилхолінового рецептору спостерігається при низці захворювань мозку, таких як аутизм, хвороба Паркінсона, хвороба Альцгеймера тощо.
Гіперактивність глутаматних рецепторів є однією з причин нейродегенерації за різних хвороб..
Спадкові зміни в іонних каналах, що активуються циклічними нуклеотидами, пов'язані з порушенням зору. Мутації генів CNGA1 та CNGB1 призводять до пігментозного ретиніту. Мутації генів CNGA3 та CNGB3, що експресуються у колбочках сітківки, призводять до ахроматопсії, або повної кольорової сліпоти.
Збої в регуляції транскрипції генів іонних каналів пов'язані як з вродженими, так і з набутими формами епілепсії.

### М'язові каналопатії
Мутації в субодиницях білка нікотинового ацетилхолінового рецептору призводять до міастенії. Автоімунна реакція на рецептор викликається змінами в послідовності та конформації у фрагменті між 67 та 76 амінокислотними залишками альфа-субодиниці.
Мутації в гені гліцинового рецептору R271, Y279, I244 викликають синдром здригання або гіперекплексію. Ця каналопатія пов'язана зі зниженням чутливості до гліцину та зменшенням струму через канал.

### Серцево-судинні каналопатії
З порушенням роботи натрієвих, калієвих чи кальцієвих каналів пов'язаний такий тип аритмій як синдром подовженого інтервалу QT.
Мутація гену HCN4 пов'язана з аритміями в людини.

### Патології дихальної системи
Найбільш поширеним спадковим захворюванням в європеоїдних популяціях є муковісцидоз. Це є класична каналопатія, викликана мутаціями в гені хлорного каналу, якій відповідає за утворення слизу на слизових оболонках дихальної, травної, шкірної та інших систем. За відсутності нормальної роботи цього каналу слиз стає більш щільним, слизові протоки звужуються та в них розвиваються інфекції.